# Leonie Pichler

Leonie Pichler

Leonie Pichler (* 2. April 1984 in Oberschweinbach als Petra Leonore Pichler) ist eine deutsche Autorin und Dramatikerin, die als künstlerische Leitung des Ensembles Bluespots Productions von der Bundesregierung mit dem Preis der Kreativpiloten ausgezeichnet wurde und 2017 für den dänischen Theaterpreis Reumert Awart nominiert war.

## Leben
Leonie Pichler studiert bis 2011 Philosophie, Theater und Literatur in Deutschland, Frankreich und Amerika.  2011 gründete sie in Augsburg das freie multimediale Theater Ensemble Bluespots Productions, das 2014 von der Bundesregierung als Kultur- und Kreativpiloten Deutschland ausgezeichnet wurde. Für ihr Stück Die Winterreise wurde Bluespots Productions 2016 mit dem Medienpreis der Stadt Augsburg ausgezeichnet.
Seit 2018 arbeitet sie zusätzlich als Dozentin an der staatlichen Schauspielschule in Dänemark. Für ihr dänisches Stück Die Svendborger Gedichte wurde sie 2017 für den höchsten dänischen Theaterpreis Reumert Awart nominiert.

## Theaterstücke

### Deutsche Produktionen
- 2011: AUXTSCH
- 2011: 0821 – fremde Träume
- 2011: Peron 11 // Gleis 11
- 2011: UNDINE – Ein Unterwassermuseum
- 2011: Zufällig wie Zucker
- 2012: BAAL BADET
- 2012: Abaelard & Heloise – die Kastration der weltlichen Liebe
- 2012: DAS unSICHTBARE THEATER
- 2012: Der Nuttenbus von der A8
- 2012: inside mi inside ju
- 2013: My fair Auxburg
- 2013: UNDINE vertanzt
- 2013: Call a conflict
- 2014: Folié à deux – Inszenierung im Planetarium
- 2014: Die Winterreise durch Auxburg
- 2015: Die Reise ins Exil
- 2015: Schuld & Bühne – Inszenierung im Alten Justizpalast
- 2016: Das große DDR-Spitzel-Spiel
- 2016: Dein Herz? Wir nehmen es zurück
- 2016: #killyourdreams
- 2016: GELD MACHT TOD[6]
- 2017: Memory off switch
- 2017: Leck mich Faust
- 2017: BE KIND – SEI KIND

### Internationale Produktionen
- 2010: Kassandra – History and Her Story (Pittsburgh, Amerika)
- 2014: Brecht high 3 (Deutschland, Japan und Amerika)
- 2016: Svendborger Gedichte (Svendborg, Dänemark)[7]
- 2018: Dänemark – Mein Vaterland (Aarhus, Dänemark)
- 2018: Svendborger Bekenntnisse (Aarhus, Dänemark)
- 2018: The secret society of good people (Svendborg, Dänemark)
- 2018: Die utopische Zone (Europäische Kunstinstallation)[8]
- 2018: TOM (Svendborg, Dänemark)
- 2019: Dannebrog (Dänemark)

## Weitere Werke
- Das Amt für unlösbare Aufgaben. Taschenbuch. 2017, Augsburg, Deutschland.[9]
- Meermir. Gedichtband. 2018, Kopenhagen, Dänemark.